# Erwin Rothbarth
Erwin Max Rothbarth (geboren 16. Dezember 1913 in Frankfurt am Main; gestorben 25. November 1944 in Venray, Niederlande) war ein deutsch-britischer Ökonom und Statistiker.

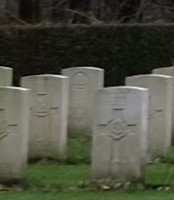
Grabstein für Rothbarth auf dem britischen Soldatenfriedhof Overloon

## Leben
Erwin Rothbarth war ein Sohn des Frankfurter Rechtsanwalts und Notars Otto Rothbarth und der Cecile Rothbarth. Er schloss sich als Abiturient der SPD an und nahm 1932 das Jurastudium an der Universität Frankfurt am Main auf. Nach der Machtergreifung der Nationalsozialisten 1933 floh er nach England, seine Eltern gingen mit seinem Bruder in die USA. Er studierte mit der finanziellen Unterstützung eines Verwandten Ökonomie an der London School of Economics (LSE), graduierte 1936 und arbeitete dort weiter an einer Dissertation zum Schweinezyklus. Er wurde 1937 in die Redaktion des Review of Economic Studies aufgenommen. Rothbarth wechselte 1938 auf Empfehlung von Nicholas Kaldor an die Cambridge University und wurde 1939 Forschungsassistent bei John Maynard Keynes in der Statistikergruppe von David Champernowne. Er veröffentlichte eine Anzahl Artikel und Rezensionen in wissenschaftlichen Zeitschriften, in denen er unter anderem Modelle zur Definition und Berechnung des Bruttoinlandsproduktes entwickelte, und genoss unter seinen Kollegen einen ausgezeichneten Ruf als Statistiker.
Von Mai 1940 bis August 1940 wurde Rothbarth als Enemy Alien auf der Isle of Man interniert. Er heiratete im September 1940 die Ökonomin Myfanwy Christina Charles Rintoul (1913-), sie hatten zwei Kinder. 
Rothbarth arbeitete nach der Internierung wieder als Statistiker für Keynes und gab auch Hochschulkurse. In dieser Zeit arbeitete er auch mit Joan Robinson zusammen. Er meldete sich 1943 als einfacher Soldat für das Suffolk Regiment der British Army, das 1944 bei der Invasion in Frankreich und der folgenden Befreiung Westeuropas eingesetzt war. Er trug statt seines bürgerlichen Namens den Decknamen E. M. Rivers, um im Falle einer Gefangennahme durch die Nazis Repressalien zu vermeiden. 
Rivers fiel in den Niederlanden im Gefecht um das Kasteel Geijsteren bei Venray. Er wurde auf dem britischen Soldatenfriedhof in Overloon beigesetzt, das mit dem Regimentsabzeichen und dem Davidstern markierte Grabmal trägt beide Namen „E.M. Rivers / E.M. Rothbarth“. 

## Zeitschriftenbeiträge (Auswahl)
- Retail Sales in Great Britain, 1931–1938. Cambridge Research Scheme of the National Institute of Economic and Social Research, Interim Report 3, 1939
- The Measurement of Changes in Real Income under Conditions of Rationing. Review of Economic Studies, 1941, S. 100–107
- The Conditions of Economic Progress, By Colin Clark. Economic Journal, 51, 1941, S. 120–124
- Statistical Testing of Business Cycle Theories: II; Business Cycles in the United States of America, 1919–32, By J. Timbergen. Economic Journal, 51, 1941, S. 293–297
- Business Cycles: A Theoretical, Historical and Statistical Analysis of the Capitalist Process, By Joseph A. Schumpeter. Economic Journal, 52, 1942, S. 223–229
- A Note on the Index Number Problem. Review of Economic Studies, 11 & 12, 1945, S. 91–98
- Causes of the Superior Efficiency of USA Industry as Compared to British Industry. Economic Journal, 56, 1946, S. 383–390